# San Marino Shopping
San Marino Shopping es un centro comercial ubicado en Guayaquil, Ecuador. Fue inaugurado el 25 de julio de 2003 y es administrado por DK Management Services.
Construido en el estilo de la arquitectura revivalista colonial española y Estilo Misión de Alta California en un área total de 20 000 m² y en construcción de 90 000 m², cuenta con doscientos locales repartidos en tres pisos y parte de los dos sótanos que tienen espacio para 1500 vehículos. Está ubicado en la intersección de las avenidas Francisco de Orellana y Carlos Luis Plaza Dañín, junto al centro comercial Plaza Quil y frente al Policentro.
En un estudio realizado por Ipsa Group en 2011, se determinó que era el tercer centro comercial más visitado de la ciudad con un 20% de afluencia, solo superado por Mall del Sol y Mall del Sur. Sin embargo, en años posteriores CityMall pasó a ocupar su lugar como el tercer centro comercial más visitado.